# 세계 민주주의의 날
2007년 유엔 총회는 민주주의 원칙을 증진하고 지지할 목적으로 9월 15일을 세계 민주주의의 날(International Day of Democracy)로 기념하기로 결정하고, 모든 회원국과 조직에 민주화에 기여하는 적절한 방식으로 이 날을 기념하도록 요청했다.
...민주주의는 공통된 특징을 공유하지만 단일한 민주주의 모델은 없으며 민주주의는 어떤 국가나 지역에도 속하지 않는다... ...민주주의는 자신의 정치적, 경제적, 사회적, 문화적 시스템과 삶의 모든 측면에 대한 완전한 참여이다.

## 배경
1997년 9월 IPU(국제의회연맹)는 세계 민주주의 선언을 채택했다. 이 선언은 민주주의 원칙, 민주정부의 구성요소와 행사, 민주주의의 국제적 범위를 확인한다.
새로운 민주주의와 회복된 민주주의에 관한 국제 회의(ICNRD 프로세스)는 소위 평화로운 "피플 파워 혁명"이 페르디난드 마르코스의 20년 독재를 무너뜨린 후 필리핀 대통령 코라손 C. 아키노의 주도로 1988년에 시작되었다. 처음에는 정부 간 포럼이었던 ICNRD 프로세스는 정부, 의회 및 시민 사회가 참여하는 3자 구조로 발전했다. 2006년 카타르 도하에서 개최된 제6차 회의(ICNRD-6)는 프로세스의 삼자 성격을 강화하고 민주주의의 기본 원칙과 가치를 재확인하는 선언과 행동 계획으로 마무리되었다.
ICNRD-6의 결과에 따라, 프로세스 의장인 카타르가 설립한 자문위원회는 국제 민주주의의 날을 홍보하기로 결정했다. 카타르는 유엔 총회 결의안 초안 작성을 주도하고 유엔 회원국들과 협의를 소집했다. IPU의 제안에 따라 9월 15일(세계 민주주의 선언일)을 국제 사회가 매년 세계 민주주의의 날을 기념하는 날로 선택했다. "새로운 민주주의 또는 회복된 민주주의를 촉진하고 통합하기 위한 정부의 노력에 대한 유엔의 노력에 대한 지원"이라는 제목의 결의안은 2007년 11월 8일 합의로 채택되었다.